# Mosso (Valdilana)
Mosso (Mòss in piemontese) è un municipio di 1 451 abitanti del comune di Valdilana, nella provincia di Biella, in Piemonte. La sede municipale è nella località di Mosso Santa Maria.
Mosso venne creato del 1999 come comune italiano sparso nato dalla fusione dei comuni di Mosso Santa Maria e Pistolesa. Il comune confinava con i comuni di Bioglio, Campiglia Cervo, Piatto, Trivero, Vallanzengo, Valle Mosso e Veglio.

## Geografia fisica
Il territorio municipale comprende un'isola amministrativa montana situata in alta Valsessera dove si trovano alcuni alpeggi fra cui principalmente l'Artignaga (in piemontese Artgnèja), e che culmina con la Cima del Bonom.

## Origini del nome
Il toponimo viene fatto derivare dal latino Moxi, Muxi, Moxum, indicanti forse il nome di una delle più antiche comunità del Biellese orientale. Un altro significato potrebbe essere attribuito al termine in rapporto all'instabilità geologica del terreno.

## Storia
Mosso è citato tra i territori donati il 30 dicembre dell'anno 962 dall'imperatore Ottone I al conte Aimone di Lomello.
Nel 999, prima che venisse infeudato al potente casato dei Bulgaro, venne concesso dall'imperatore Ottone II al vescovo Leone di Vercelli.
Il territorio dell'attuale municipio di Mosso, assieme al vicino Comune di Valle Mosso, venne gravemente danneggiato da una alluvione che interessò tutta la valle nel 1968.
Le località del paese hanno dato i natali a molti componenti della famiglia Sella, fra cui Quintino Sella, politico, studioso ed economista e fondatore del Club Alpino Italiano, nativo della frazione Sella (fino al 1938 sede del comune di Valle Superiore Mosso, poi interamente accorpato a Mosso Santa Maria), e Bartolomeo Sella, medico e filantropo, cui è intitolata una statua nella piazza principale della cittadina.
Dal 1º gennaio 2019 il comune di Mosso si è fuso con i comuni di Soprana, Trivero, Valle Mosso per dare vita al nuovo comune di Valdilana.

### Simboli
Lo stemma del comune di Mosso era stato concesso con decreto del presidente della Repubblica del 12 marzo 2004.
Il gonfalone era un drappo partito d'azzurro e di giallo.

## Monumenti e luoghi d'interesse

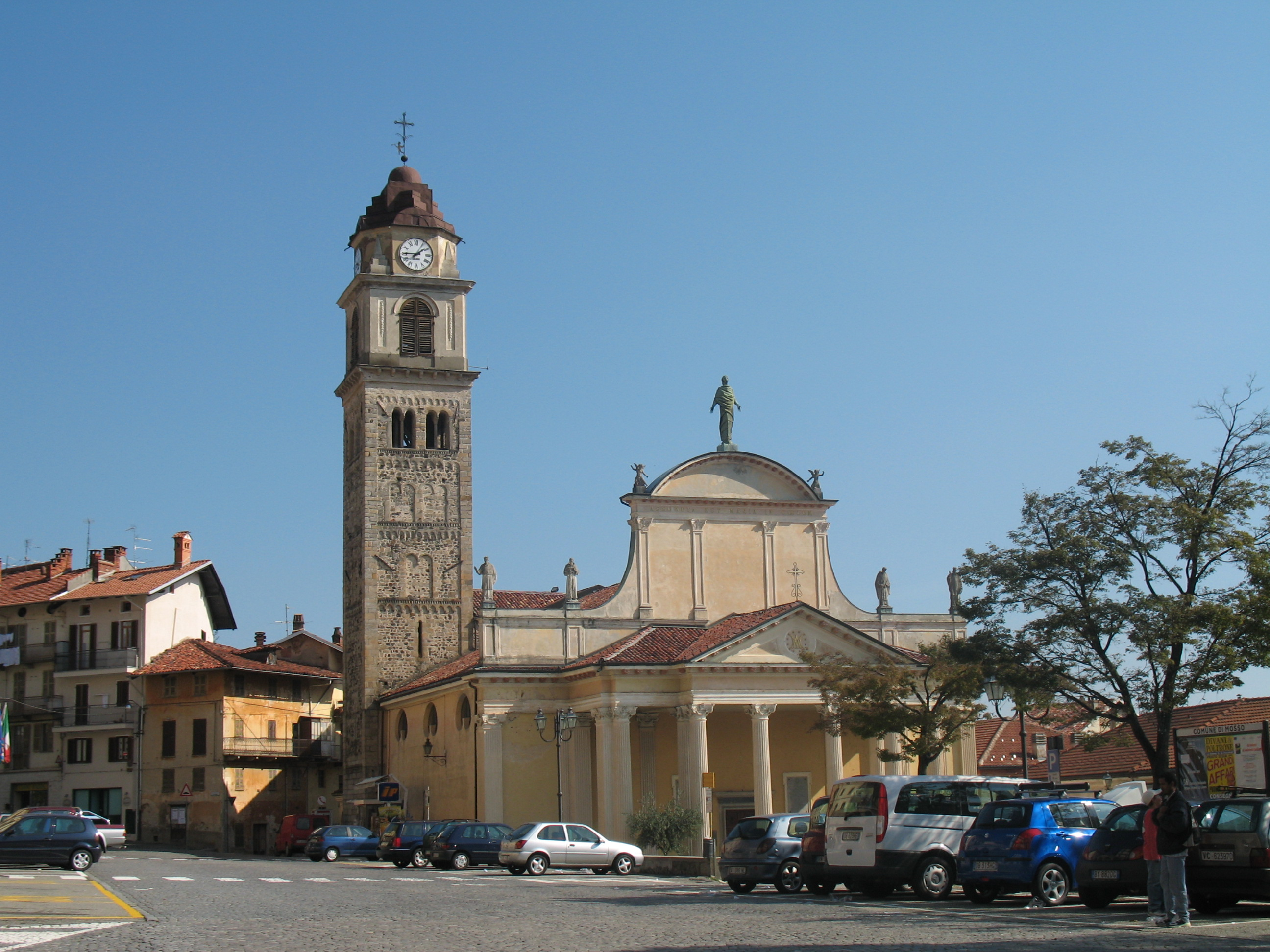
La parrocchiale di Santa Maria Assunta.

- Chiesa di Santa Maria Assunta, risalente al 1650 e rifacimento di un precedente luogo di culto a sua volta edificato nel 1326 sui resti di una chiesa del 1200 distrutta da Fra' Dolcino, l'eretico che sulle montagne attorno a Mosso aveva il proprio quartier generale. Il campanile tardo romanico è l'unico elemento che rimane dell'antica chiesa. Realmente ultimata solo cinquant'anni dopo la sua edificazione, nel 1705, venne ulteriormente trasformata fra il 1732 e il 1734. Nel 1875, infine, vennero rifatti la facciata e il pronao in stile neoclassico.
- Santuario di Banchette
- Santuario di Nostra Signora della Brughiera, situato sul confine con il municipio di Trivero.
- Oratorio dei SS. Fabiano e Sebastiano, in borgata Sella;
- Oratorio dei Santi Lorenzo e Liberata nel cantone Bedotti;
- Oratorio di San Rocco in Borgata Capomosso;
- Oratorio della Consolata nella borgata Squisso;
- Oratorio di San Bernardo, nella frazione Boschi;
- Monumento a Bartolomeo Sella

### Il ponte della Pistolesa

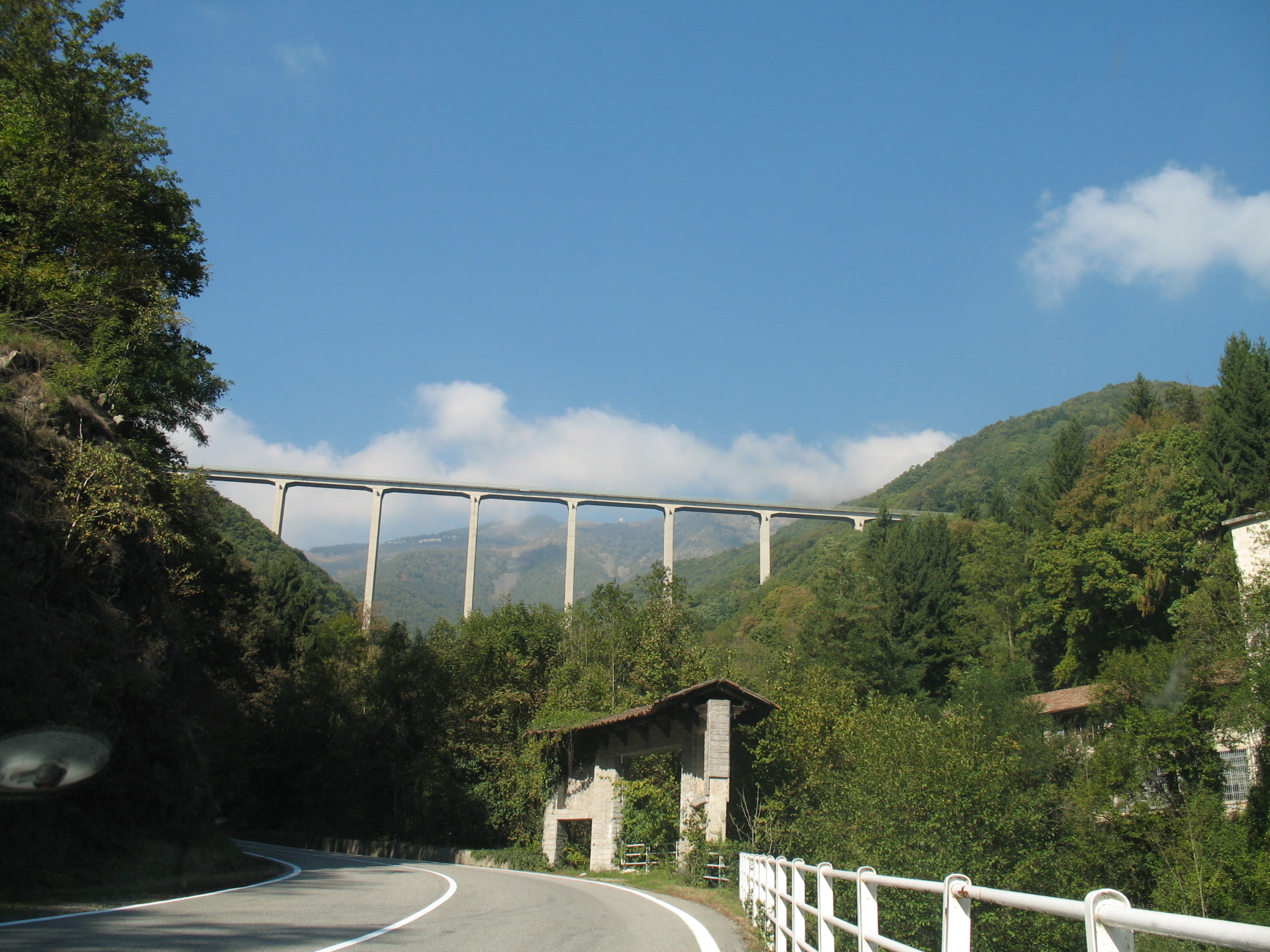
L'alto viadotto della Pistolesa.

Il viadotto presso il centro abitato di Canova è sede del primo bungee jumping center permanente italiano e per le sue dimensioni - 152 metri di altezza e 350 metri di lunghezza - è stato soprannominato - Colossus.
Attivo dalla metà degli anni novanta, richiama appassionati di questa specialità di sport estremo da ogni parte del mondo.
Si calcola siano stati effettuati dall'apertura del centro oltre cinquantamila salti.
La rete televisiva inglese BBC nel 2003 ha scelto questa location per il proprio programma scientifico Body Hits.

## Società

### Etnie e minoranze straniere
Al 31 dicembre 2010 gli stranieri residenti a Mosso erano 147. Le nazionalità più numerose erano:
- Marocco: 45
- Bosnia ed Erzegovina: 26
- Romania: 24
- Somalia: 13

## Geografia antropica

### Frazioni
Nel territorio municipale di Mosso insistono vari paesi, borgate e cantoni: Borgata Capomosso, Borgata Piane, Borgata Sella,Borgata Quazza,Borgata Oretto, Località Bocchetto, Gianolio, Mosso Santa Maria ed altre località Bellaria, Cerate, Crolle, Frieri, Garbaccio, Ricca, Taverna, Trabucco, Boschi e Venalba.

## Amministrazione

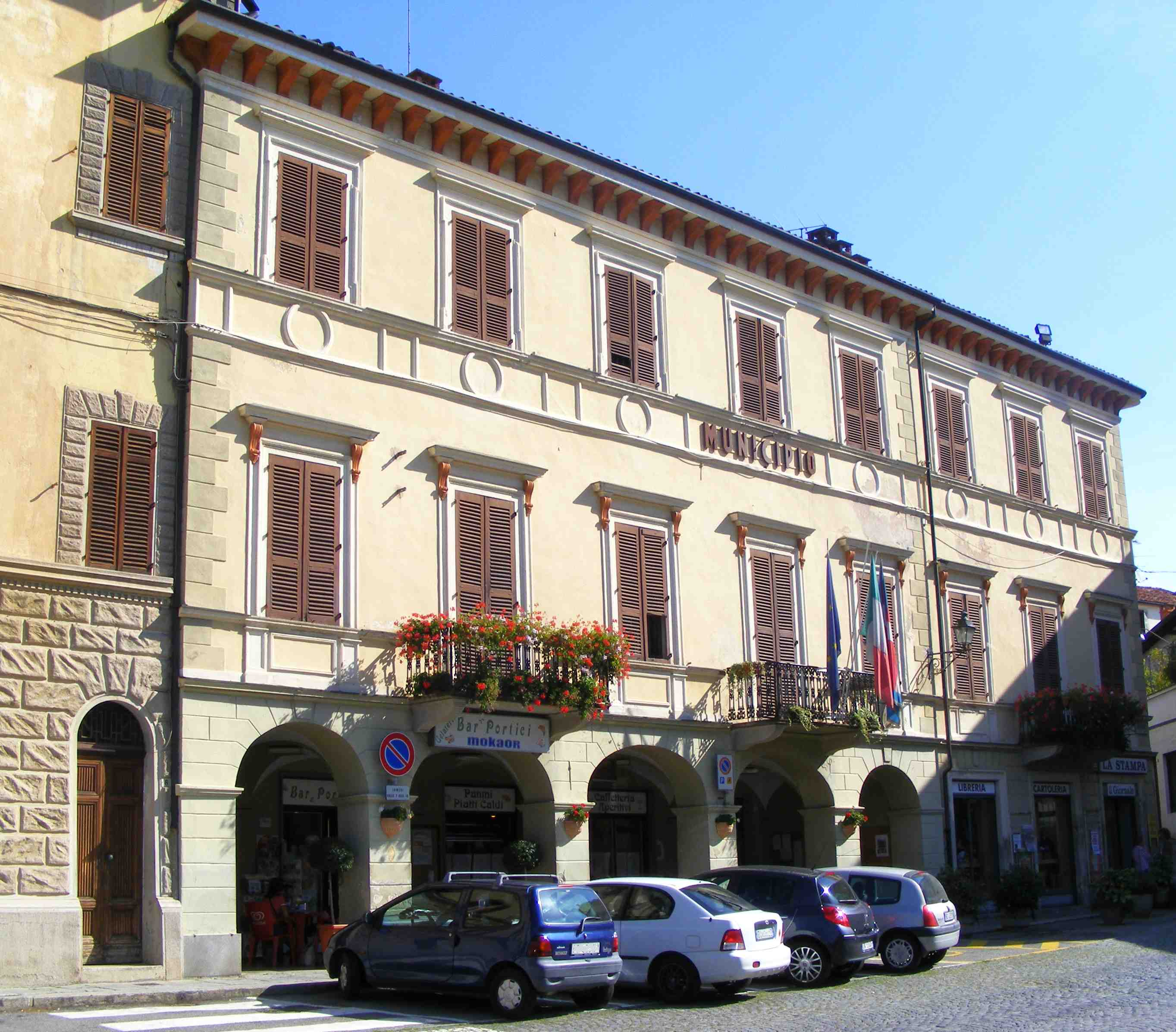
Il municipio.

| Periodo | Periodo | Primo cittadino     | Partito                     | Carica  | Note       |
| ------- | ------- | ------------------- | --------------------------- | ------- | ---------- |
| 2004    | 2009    | Gianni Regis Milano | lista civica                | Sindaco |            |
| 2009    | 2014    | Carlo Grosso        | lista civica Per Mosso      | Sindaco |            |
| 2014    | 2018    | Carlo Grosso        | lista civica Futuro insieme | Sindaco | II mandato |

### Altre informazioni amministrative
Mosso ha fatto parte della Comunità montana Val Sessera, Valle di Mosso e Prealpi Biellesi, mentre fino al 2010 appartenne alla Comunità montana Valle di Mosso, abolita in seguito all'accorpamento disposto dalla Regione Piemonte nel 2009.

## Infrastrutture e trasporti
Fra il 1908 e il 1935 la località di Mosso Santa Maria fu servita dalla stazione Pianceri-Mosso della Ferrovia Grignasco-Coggiola.